# Communauté de communes des Portes Euréliennes d'Île-de-France
La communauté de communes des Portes Euréliennes d'Île-de-France est une communauté de communes française située dans le département d'Eure-et-Loir et la région Centre-Val de Loire.

## Historique
Elle est créée le 1er janvier 2017 par la fusion des communautés de communes des Quatre Vallées, du Val Drouette, des Terrasses et Vallées de Maintenon, du Val de Voise et de la Beauce alnéloise en application du schéma départemental de coopération intercommunale arrêté le 9 février 2016.
Le 1er janvier 2018, douze communes (Bouglainval, Champseru, Chartainvilliers, Denonville, Houx, Maintenon, Moinville-la-Jeulin, Oinville-sous-Auneau, Roinville-sous-Auneau, Saint-Léger-des-Aubées, Santeuil et Umpeau) quittent l'intercommunalité pour rejoindre Chartres métropole et quatre autres (Ardelu, Garancières-en-Beauce, Oysonville et Sainville) la quittent également pour rejoindre la communauté de communes Cœur de Beauce.

## Territoire communautaire

### Géographie
Située à l'est du département d'Eure-et-Loir, la communauté de communes des Portes Euréliennes d'Île-de-France regroupe 39 communes et présente une superficie de 400,6 km2.

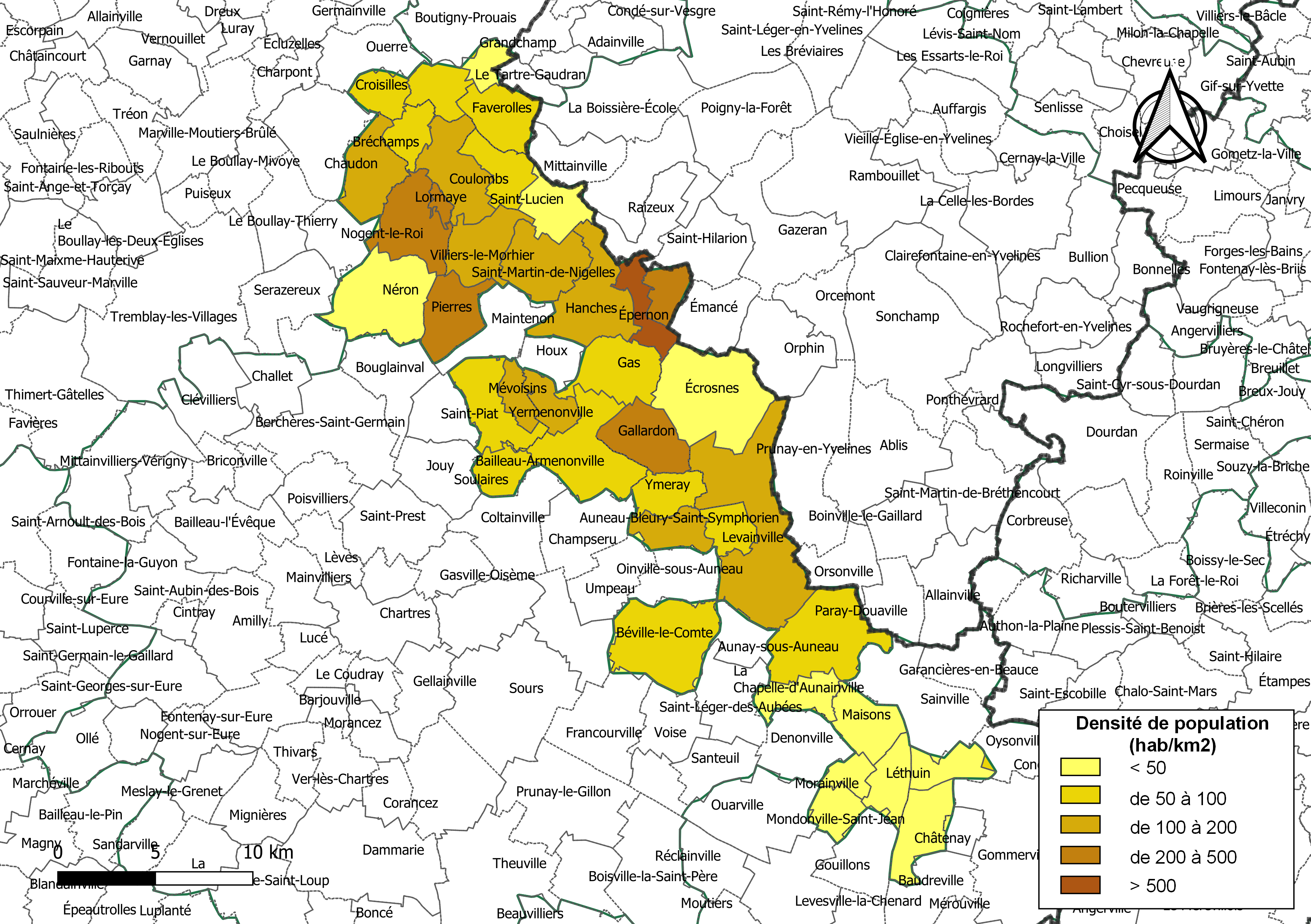
Carte des densités de population (millésimée 2016) des communes de la communauté de communes des Portes Euréliennes d'Île-de-France. Composition en communes au 1er janvier 2019.

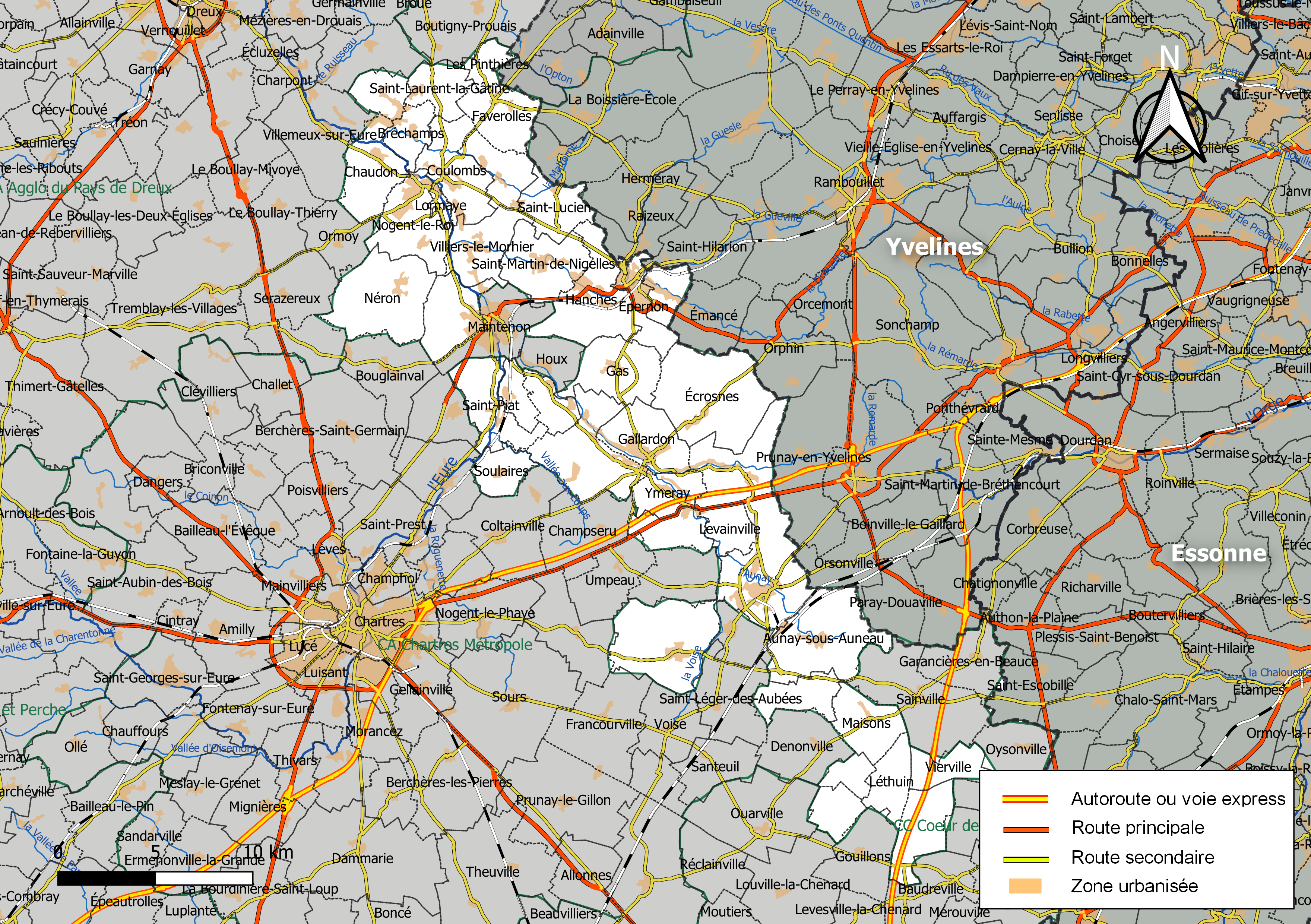
Carte de la communauté de communes des Portes Euréliennes d'Île-de-France au 1er janvier 2019.

### Composition
La communauté de communes est composée des 39 communes suivantes :

| Nom                            | Code Insee | Gentilé           | Superficie (km2) | Population (dernière pop. légale) | Densité (hab./km2) |
| ------------------------------ | ---------- | ----------------- | ---------------- | --------------------------------- | ------------------ |
| Épernon (siège)                | 28140      | Sparnoniens       | 6,45             | 5 509 (2022)                      | 854                |
| Aunay-sous-Auneau              | 28013      | Alnelois          | 19,41            | 1 511 (2022)                      | 78                 |
| Auneau-Bleury-Saint-Symphorien | 28015      |                   | 34,29            | 6 354 (2022)                      | 185                |
| Bailleau-Armenonville          | 28023      | Baillarmois       | 17,46            | 1 322 (2022)                      | 76                 |
| Béville-le-Comte               | 28039      | Bévillois         | 20,12            | 1 693 (2022)                      | 84                 |
| Bréchamps                      | 28058      | Bréchampais       | 5,43             | 365 (2022)                        | 67                 |
| La Chapelle-d'Aunainville      | 28074      |                   | 7,5              | 243 (2022)                        | 32                 |
| Châtenay                       | 28092      |                   | 10,27            | 236 (2022)                        | 23                 |
| Chaudon                        | 28094      | Chaudonnais       | 11,34            | 1 689 (2022)                      | 149                |
| Coulombs                       | 28113      |                   | 12,48            | 1 371 (2022)                      | 110                |
| Croisilles                     | 28118      |                   | 5,72             | 423 (2022)                        | 74                 |
| Droue-sur-Drouette             | 28135      | Dorasiens         | 5,26             | 1 204 (2022)                      | 229                |
| Écrosnes                       | 28137      | Écrosniens        | 23,27            | 860 (2022)                        | 37                 |
| Faverolles                     | 28146      | Faverollais       | 9,94             | 818 (2022)                        | 82                 |
| Gallardon                      | 28168      | Gallardonnais     | 11,27            | 3 537 (2022)                      | 314                |
| Gas                            | 28172      | Gassiens          | 11,97            | 730 (2022)                        | 61                 |
| Le Gué-de-Longroi              | 28188      | Longroisiens      | 6,9              | 889 (2022)                        | 129                |
| Hanches                        | 28191      | Hanchois          | 16,04            | 2 710 (2022)                      | 169                |
| Léthuin                        | 28207      | Lesthuniens       | 7,18             | 240 (2022)                        | 33                 |
| Levainville                    | 28208      |                   | 5,55             | 377 (2022)                        | 68                 |
| Lormaye                        | 28213      | Lormaisiens       | 1,43             | 683 (2022)                        | 478                |
| Maisons                        | 28230      | Maisonnais        | 9,5              | 403 (2022)                        | 42                 |
| Mévoisins                      | 28249      | Mévoisinois       | 4,28             | 622 (2022)                        | 145                |
| Mondonville-Saint-Jean         | 28257      |                   | 5,44             | 93 (2022)                         | 17                 |
| Morainville                    | 28268      | Morainvillois     | 3,82             | 17 (2022)                         | 4,5                |
| Néron                          | 28275      | Néronnais         | 19,04            | 699 (2022)                        | 37                 |
| Nogent-le-Roi                  | 28279      | Nogentais         | 13,01            | 4 023 (2022)                      | 309                |
| Pierres                        | 28298      | Pierrotins        | 10,41            | 2 792 (2022)                      | 268                |
| Les Pinthières                 | 28299      |                   | 4,01             | 164 (2022)                        | 41                 |
| Saint-Laurent-la-Gâtine        | 28343      | Saint-Laurentains | 6,95             | 463 (2022)                        | 67                 |
| Saint-Lucien                   | 28349      | Lucanois          | 8,71             | 278 (2022)                        | 32                 |
| Saint-Martin-de-Nigelles       | 28352      | Nigellois         | 12,31            | 1 581 (2022)                      | 128                |
| Saint-Piat                     | 28357      | Saint-Piatais     | 11,29            | 1 121 (2022)                      | 99                 |
| Senantes                       | 28372      | Senantais         | 7,57             | 537 (2022)                        | 71                 |
| Soulaires                      | 28379      | Soulairiens       | 5,87             | 474 (2022)                        | 81                 |
| Vierville                      | 28408      | Viervillais       | 6,81             | 110 (2022)                        | 16                 |
| Villiers-le-Morhier            | 28417      | Villemoritins     | 10,39            | 1 359 (2022)                      | 131                |
| Yermenonville                  | 28423      | Yermenonvillais   | 5,04             | 624 (2022)                        | 124                |
| Ymeray                         | 28425      | Ismériens         | 6,85             | 574 (2022)                        | 84                 |

### Démographie
| 1968   | 1975   | 1982   | 1990   | 1999   | 2010   | 2015   | 2021   |
| ------ | ------ | ------ | ------ | ------ | ------ | ------ | ------ |
| 22 281 | 26 853 | 33 175 | 39 152 | 43 859 | 47 333 | 48 345 | 48 515 |

## Administration

### Siège
La communauté de communes a son siège à Épernon.

### Conseil communautaire
Le conseil communautaire de la communauté de communes se compose de 64 conseillers, élus pour une durée de six ans.
Ils sont répartis comme suit :
| Nombre de conseillers | Communes                                |
| --------------------- | --------------------------------------- |
| 7                     | Auneau-Bleury-Saint-Symphorien, Épernon |
| 5                     | Nogent-le-Roi                           |
| 4                     | Gallardon                               |
| 3                     | Hanches, Pierres                        |
| 2                     | Béville-le-Comte, Chaudon               |
| 1                     | les 31 autres communes                  |

### Élus
|     | Attributions                                                                                      | Identité          | Qualité                                 |
| --- | ------------------------------------------------------------------------------------------------- | ----------------- | --------------------------------------- |
| 1er | Développement économique et du relais emploi                                                      | Philippe Auffray  | Maire de Villiers-le-Morhier            |
| 2e  | Contractualisation et du projet de territoire                                                     | François Belhomme | Maire d'Épernon                         |
| 3e  | Aménagement du territoire : SCOT/PLU-PLUI/PLH                                                     | Yves Marie        | Maire de Gallardon                      |
| 4e  | Mobilité, transport et des réseaux numériques                                                     | Gérald Coin       | Maire adjoint de Nogent-le-Roi          |
| 5e  | Commerce de centre-ville et des gens du voyage                                                    | Jean-Luc Ducerf   | Maire de Auneau-Bleury-Saint-Symphorien |
| 6e  | Collecte, valorisation des déchets et du développement durable                                    | Daniel Morin      | Maire de Pierres                        |
| 7e  | Budget et des équipements aquatiques                                                              | Jean-Pierre Ruaut | Maire de Hanches                        |
| 8e  | Petite enfance et de l'enfance/jeunesse                                                           | Annie Camuel      | Maire d'Ecrosnes                        |
| 9e  | Finances                                                                                          | Michel Darrivère  | Maire de Levainville                    |
| 10e | Eau, assainissement : gestion des sites en DSP, l'étude de gouvernance et de l'étude patrimoniale | Éric Ségard       | Maire de Béville-le-Comte               |
| 11e | Eau, assainissement : geestion des sites en régie/SPANC                                           | Ann Grönborg      | Maire de Mévoisins                      |
| 12e | Ressources humaines                                                                               | Anne Bracco       | Maire de Gas                            |
| 13e | Patrimoine, travaux, entretien, de la cuisine centrale et de l'aérodrome                          | Gérard Weymeels   | Maire de Bréchamps                      |
| 14e | Tourisme, l'économie sociale et solidaire                                                         | Arnaud Breuil     | Maire de Senates                        |
| 15e | Culture                                                                                           | Jocelyne Petit    | Maire dYmeray                           |

### Présidence
Depuis 2019, le président de la communauté de communes est Stéphane Lemoine.
| Période | Période          | Identité         | Étiquette | Qualité                                                |
| ------- | ---------------- | ---------------- | --------- | ------------------------------------------------------ |
| 2017    | 2019 (démission) | Françoise Ramond | DVD       | Maire d'Épernon (2001 → 2019)                          |
| 2019    | en cours         | Stéphane Lemoine | LR        | Maire délégué de Bleury-Saint-Symphorien (2016 → 2020) |

### Compétences
- Environnement et cadre de vie
  - Eau (Traitement, Adduction, Distribution)
  - Assainissement non collectif
  - Collecte des déchets des ménages et déchets assimiliés
  - Traitement des déchets des ménages et déchets assimilés
  - Gestion des milieux aquatiques et prévention des inondations (GEMAPI)
  - Autres actions environnementales
- Sanitaires et social
  - Activités sanitaires
  - Action sociale
- Dispositifs locaux de prévention de la délinquance
  - Conseil intercommunal de sécurité et de prévention de la délinquance
- Développement et aménagement économique
  - Création, aménagement, entretien et gestion de zone d'activités industrielle, commerciale, tertiaire, artisanale ou touristique
  - Action de développement économique (Soutien des activités industrielles, commerciales ou de l'emploi, Soutien des activités agricoles et forestières...)
- Développement et aménagement social et culturel
  - Constriction ou aménagement, entretien, gestion d'équipements ou d'établissements culturels, socioculturels, socio-éducatifs
  - Construction ou aménagement, entretien, gestion d'équipements ou d'établissements sportifs
  - Activités péri-scolaires
- Aménagement de l'espace
  - Schéma de cohérence territoriale (SCOT)
  - Schéma de secteur
  - Plans locaux d'urbanisme
  - Création et réalisation de zone d'aménagement concertée (ZAC)
  - Construction de réserves foncières
  - Transport scolaire
  - Organisation des transports non urbains
  - Études et programmation
- Développement touristique
  - Tourisme
- Logement et habitat
  - Programme local de l'habitat
  - Action et aide financière en faveur du logement social d'intérêt communautaire
  - Action en faveur du logement des personnes défavorisées par des opérations d'intérêt communautaire
- Autres
  - Infrastructure de télécommunication (téléphonie mobile...)
  - NTIC (Internet, câble...)
  - Réalisation d'aire d'accueil ou de terrains de passage des gens du voyage
  - Autres

### Régime fiscal et budget
Le régime fiscal de la communauté de communes est la fiscalité professionnelle unique (FPU).